# 本顿县 (印第安纳州)
本頓縣（英語：Benton County）是美国印第安纳州西部的一個縣，西鄰伊利诺伊州，面積1,053平方公里。根據2020年美國人口普查，共有人口8,719人。縣治福勒（Fowler）。該縣成立於1840年2月18日，縣名紀念代表密蘇里州的聯邦參議員托马斯·哈特·本顿（Thomas Hart Benton）。